# Joppa burmeisteri
Joppa burmeisteri là một loài tò vò trong họ Ichneumonidae.